# V514 Андромеды
V514 Андромеды (лат. V514 Andromedae) — двойная затменная переменная звезда типа W Большой Медведицы (EW) в созвездии Андромеды на расстоянии приблизительно 3268 световых лет (около 1002 парсеков) от Солнца. Видимая звёздная величина звезды — от +14,3m до +13,9m. Орбитальный период — около 0,3669 суток (8,8063 часов).

## Характеристики
Первый компонент — жёлтый карлик спектрального класса G. Радиус — около 1,35 солнечного, светимость — около 1,797 солнечных. Эффективная температура — около 5753 K.
Второй компонент — жёлтый карлик спектрального класса G.